# Прозрачно минало
„Прозрачно минало“ (на английски: What Lies Beneath) е филм на ужасите и трилър от 2000 г. на режисьора Робърт Земекис. Във филма участват Харисън Форд и Мишел Пфайфър. Това е първия филм на филмовата компания на Земекис „Имидж Муувърс“. Филмът е пуснат по кината в САЩ в 2813 киносалони и получава приходи от 291 млн. долара в световния боксофис, като става десетия високобюджетен филм на годината. Получава противоречиви реакции от критиката, но е номиниран за три награди „Сатурн“.